# Avi Schiffmann
Pour les articles homonymes, voir Schiffmann.
Avi Schiffmann, né le 26 octobre 2002, est un développeur web et militant internet américain. Il est principalement connu pour avoir construit l'un des plus grands sites web d'agrégation de données sur la propagation du nouveau coronavirus causant le COVID-19. 

## Biographie

### Enfance et éducation
Avi Schiffmann a étudié au lycée de Mercer Island, à Seattle (Washington). Il est actuellement étudiant à l'Université d'Harvard.

### Carrière

#### nCoV2019.live
Début janvier 2020, Avi Schiffmann lance le site Web, appelé nCoV2019.live. Fin avril 2020, plus de 600 millions de personnes avaient déjà visité ce site Web, qui recevait environ 30 millions de visiteurs chaque jour,. Il a commencé à apprendre à coder à l'âge de sept ans, principalement en regardant des vidéos sur YouTube. En plus de son traqueur de coronavirus, Avi Schiffmann a réalisé plus de 30 autres sites web. On lui a proposé 8 millions de dollars pour publier des annonces sur son site, ce qu'il a refusé,,,,,. 

#### UkraineTakeShelter
En mars 2022, il crée un site web, aidé par son camarade de classe, Marco Burstein et de quelques bénévoles (pour les traductions) qui met en relation les réfugiés ukrainiens à des hôtes dans les pays voisins. Le site web est traduit en 12 langues.

#### Friend
En 2024, il lève 2,5 M$, achète le nom de domaine friend.com pour 1,8 M$, et lance Friend, un collier utilisant l'intelligence artificielle pour offrir une compagnie virtuelle à son porteur.

## Distinctions
Pour son travail, Avi Schiffmann remporte le prix 2020 de la personne de l'année aux Webby Awards.

## Vie privée
De confession juive, Avi Schiffmann a une mère médecin, et un père biologiste. Il est aussi un skieur passionné. 